# Parafia św. Barbary w Świętem
Parafia św. Barbary w Świętem – parafia rzymskokatolicka z siedzibą w Świętem w dekanacie Łasin w diecezji toruńskiej.

## Zasięg parafii
Do parafii należą wierni z miejscowości: Donowo, Goczałki, Huta, Kozłowo, Krzywka, Łasinka, Osówko, Partęczyny, Wielka Tymawa i Wałdówko.

## Historia
Parafię założyli Krzyżacy około 1300 r. W czasie wojny trzynastoletniej został zniszczony kościół i parafia podupadła. Obecną drewnianą świątynię zbudowano w 1723 r. z fundacji właściciela wsi – Wacława Kozłowskiego. Ostatnie gruntowne odnowienie kościoła miało miejsce w latach dziewięćdziesiątych XX w.

## Wspólnoty parafialne
- Żywy Różaniec
- Stowarzyszenie Rodzin Katolickich
- Ministranci
- Schola dziecięca
- Chór dorosłych